# Kung Ding av Zhou
Kung Ding av Zhou, var en kinesisk monark. Han var kung av Zhoudynastin 606–586 f.Kr.